# Кабальеро, Вильфредо
Вильфредо Даниэль Кабальеро Ласкано (исп. Wilfredo Daniel Caballero Lazcano; род. 28 сентября 1981[…], Санта-Элена, Энтре-Риос) — аргентинский футболист, вратарь; тренер.

## Ранние годы
Вильфредо начал играть в футбол в пять лет в местной команде «Санта-Марта». Первое время он играл в центре защиты или в полузащите. В возрасте 6—7 лет тренер на одной из игр решил попробовать Вилли в качестве вратаря, и та игра закончилась победой его команды. С 7 лет Кабальеро стал постоянно играть в воротах. Из-за отсутствия подобающей организации тренировочного процесса, юный вратарь совершенствовался самостоятельно, наблюдая за игрой вратарей по телевизору и стараясь повторить то, что он увидел, на поле.
В четырнадцатилетнем возрасте на одной из игр за «Санта Марту» Кабальеро заметили скауты клуба «Бока Хуниорс» и пригласили его на просмотр в свою академию. Как вспоминал Вильфредо, там было 80 голкиперов разных возрастов, а взяли именно его. Тогда же он впервые надел вратарские перчатки — до попадания в академию «Боки» аргентинец никогда их не носил, и это стало большой переменой для него. Именно в академии «генуэзцев» вратарь стал очень быстро прогрессировать.

## Клубная карьера
Кабальеро начал свою карьеру в 2001 году в «Бока Хуниорс». Его дебют пришёлся на матч с «Ньюэллс Олд Бойс», в котором главный тренер «генуэзцев» Карлос Бьянки решил дать отдых игрокам основного состава. Матч закончился вничью 2:2. В 2003 году он завоевал с клубом сразу три титула — чемпионат Аргентины, Кубок Либертадорес и Межконтинентальный кубок. В 2004 году он перешёл в «Эльче», выступающий в Сегунде. В 2006 году на один сезон возвращался на родину, в «Арсенал», за который выступал на правах аренды. Всего за «Эльче» он сыграл 183 матча.
11 февраля 2011 года перешёл в «Малагу» за 900 тысяч евро. В команде Мануэля Пеллегрини быстро стал основным вратарём. За 3 с половиной сезона в составе «анчоусов» провёл 117 матчей только в Примере, 37 из которых отстоял «на ноль». Также в сезоне 2012/13 Кабальеро дебютировал в Лиге чемпионов УЕФА, сыграв в своём первом розыгрыше 11 матчей с учётом квалификационных раундов, в которых пропустил 7 голов и провёл 7 «сухих» матчей, а «Малага» дошла до 1/4 финала, где в упорной борьбе уступила будущему финалисту турнира — дортмундской «Боруссии». Всего за «Малагу» провёл 133 матча, в 45 из которых не пропустил ни одного мяча.
В 2014 году перешёл в «Манчестер Сити» за 8 миллионов евро. Дебютировал за новый клуб 10 августа 2014 года в матче за Суперкубок Англии против лондонского «Арсенала». Дебют получился смазанным — аргентинец пропустил 3 мяча, а «горожане» проиграли со счётом 3:0 и упустили трофей. В течение следующих двух сезонов являлся дублёром Джо Харта и провёл лишь 6 матчей в Премьер-лиге, регулярно играя только в кубковых турнирах. С приходом на тренерский мостик Пепа Гвардиолы первое время Кабальеро находился за спиной новичка команды Клаудио Браво, однако тот по ходу сезона стал совершать много ошибок (на одном из отрезков сезона Браво пропустил 7 мячей после 7 ударов в створ), и испанский специалист доверил Вильфредо место в основном составе. В сезоне 2016/17 он провёл 17 матчей в Премьер-лиге, в которых пропустил 13 мячей и 7 игр отстоял «на ноль». Однако по окончании сезона контракт с ним продлён не был, и вратарь бесплатно покинул команду.
1 июля 2017 года перешёл в «Челси» на правах свободного агента. И вновь аргентинец был вынужден довольствоваться ролью дублёра, так как основным вратарём был Тибо Куртуа. Дебют Кабальеро за «аристократов» состоялся 20 сентября 2017 года в матче 3 раунда Кубка Футбольной лиги против команды «Ноттингем Форест» из Чемпионшипа. Встреча закончилась победой лондонцев со счётом 5:1. В дальнейшем он регулярно играл во всех внутренних кубковых соревнованиях, не появившись на поле лишь в двух играх: в первом полуфинале Кубка Лиги против «Арсенала» и в финале Кубка Англии против «Манчестер Юнайтед», при чём на первую игру он даже не был заявлен. В Премьер-лиге за новый клуб он дебютировал 20 января 2018 года в выездном матче против «Брайтона», в котором «Челси» победил со счётом 4:0. Всего в своём дебютном сезоне Вильфредо провёл 13 матчей (из них 5 «сухих»), в которых пропустил 11 голов, и помог своей новой команде выиграть Кубок Англии. Перед началом следующего сезона Тибо Куртуа со скандалом перешёл в мадридский «Реал», и если бы «Челси» в срочном порядке не подписал Кепу Аррисабалагу в предпоследний день трансферного окна за 80 миллионов евро, Кабальеро наверняка стал бы основным голкипером, поскольку кроме него из вратарей в команде остался только ветеран Роберт Грин, не игравший с лета 2017 года. В итоге аргентинец остался в роли дублёра и получал игровое время лишь в кубковых играх, а также в Лиге Европы.
24 февраля 2019 года в финале Кубка Английской лиги против «Манчестер Сити» основное и дополнительное время закончилось вничью. Под конец овертайма главный тренер «синих» Маурицио Сарри, видя, что дело идёт к серии пенальти, решил выпустить на поле Кабальеро. Аргентинец размялся и уже был готов выйти на поле, но неожиданно стоявший в воротах Кепа отказался уходить на замену, чем вызвал гнев тренерского штаба и недоумение со стороны Вильфредо. В итоге испанский вратарь отразил лишь один удар в серии, «аристократы» упустили трофей, а уже на следующий матч Премьер-лиги против «Тоттенхема» в основе вышел Кабальеро и отстоял «на ноль». В последнем матче сезона Премьер-лиги против команды «Лестер Сити» аргентинец вновь вышел на поле с первых минут и вновь сохранил свои ворота «сухими». Игра закончилась нулевой ничьей, которая принесла команде Маурицио Сарри бронзовые медали чемпионата. Всего в сезоне 2018/19 он сыграл 9 матчей во всех турнирах, пропустил 7 мячей и 5 раз сохранил свои ворота в неприкосновенности. 22 мая 2019 года Вильфредо продлил контракт с «Челси»
29 мая 2021 года Кабальеро в составе «Челси» стал победителем Лиги чемпионов УЕФА. В июне того же года стало известно, что его контракт не будет продлён, из-за чего Вильфредо в конце месяца покинет лондонский клуб в качестве свободного агента после четырёх проведённых лет в команде.

## Карьера в сборной
В 2001 году Вильфредо Кабальеро выиграл со сборной чемпионат мира среди молодёжных команд. Он сыграл на турнире два матча — полуфинальный со сборной Парагвая и финальный с командой Ганы. В 2004 году победил на летних Олимпийских играх. На Олимпиаде он не провёл ни одного матча. За основную сборную он дебютировал 23 марта 2018 года в товарищеском матче со сборной Италии. Вратарь провёл на поле все 90 минут и сохранил ворота в неприкосновенности. Второй матч за сборную сыграл 27 марта, выйдя на замену на 23 минуте вместо Серхио Ромеро в матче со сборной Испании. В той игре Кабальеро пропустил 5 мячей, а Аргентина проиграла со счётом 6:1. В составе сборной Аргентины поехал на чемпионат мира 2018 года, где из-за травмы Серхио Ромеро сыграл в двух матчах против Исландии и Хорватии и пропустил четыре гола, после чего уступил место в воротах дебютанту сборной Франко Армани. Также был в заявке на Кубке конфедераций 2005.

## Пенальти
Своим умением отражать одиннадцатиметровые удары вратарь отмечался ещё во время выступлений за «Малагу». Так, 8 мая 2013 года, в гостевом матче против мадридского «Реала» Кабальеро отразил пенальти от Криштиану Роналду, что, впрочем, не спасло его команду от разгрома (матч завершился со счётом 6:2, а гости доигрывали вдевятером). Наиболее ярко его навык отражения пенальти проявился в период выступлений за «Манчестер Сити»: в финале Кубка Футбольной лиги 2015/16 в серии пенальти аргентинец отразил три удара подряд — от Лукаса Лейвы, Филипе Коутиньо и Адама Лалланы и принёс команде трофей. В матче группового этапа розыгрыша Лиги чемпионов УЕФА 2016/17 против «Барселоны» Кабальеро вышел на поле вместо Нолито после удаления Клаудио Браво и на 87 минуте отразил пенальти от Неймара, однако «горожане» всё равно потерпели поражение в меньшинстве со счётом 4:0. В домашнем матче 1/8 финала против «Монако» при счёте 1:2 в пользу гостей вратарь отразил пенальти от капитана «монегасков» Радамеля Фалькао, а «Манчестер Сити» в итоге победил со счётом 5:3. Выступая за «Челси», вратарь также смог проявить свой талант отражения одиннадцатиметровых ударов. В переигровке матча третьего раунда Кубка Англии 2017/2018 Кабальеро отразил удар Нелсона Оливейры в послематчевой серии пенальти и помог «аристократам» пройти дальше.

## Личная жизнь
Вильфредо женат, его супругу зовут Люсия. У пары две дочери: Гильермина (род. 12 апреля 2002) и Айтана (род. 20 июля 2010 года).
В 2006 году у Гильермины диагностировали редкую форму рака — опухоль радужки. Кабальеро был вынужден вернуться на родину, чтобы быть рядом с дочерью во время лечения. В 2017 году вратарь объявил, что Гильермина полностью победила болезнь.
На левом плече у Кабальеро есть татуировка, на которой изображены дева Мария и распятый Иисус Христос.

## Достижения
«Бока Хуниорс»
- Чемпион Аргентины (Апертура): 2003
- Победитель Кубка Либертадорес: 2003
- Победитель Межконтинентального кубка: 2003

«Манчестер Сити»
- Обладатель Кубка Футбольной лиги: 2016

«Челси»
- Обладатель Кубка Англии: 2017/18
- Победитель Лиги чемпионов УЕФА: 2020/21
- Победитель Лиги Европы УЕФА: 2018/19

Сборная Аргентины
- Чемпион мира среди молодёжи: 2001
- Олимпийский чемпион: 2004